# Cracked Brain
Cracked Brain četvrti je studijski album njemačkog thrash metal sastava Destruction. Album je objavljen 1. lipnja 1990. godine, a objavila ga je diskografska kuća Steamhammer. Prvi je album skupine na kojem nije svirao Schmier.

## Popis pjesama
- Sve su pjesme, osim pjesme "My Sharona", napisali Mike Sifringer, Harry Wilkens i Oliver Kaiser.

| 1. | »Cracked Brain«                  | 3:37 |
| 2. | »Frustrated«                     | 3:33 |
| 3. | »S E D«                          | 3:30 |
| 4. | »Time Must End«                  | 5:54 |
| 5. | »My Sharona (obrada The Knacka)« | 3:08 |

| Strana B | Strana B                               | Strana B | Strana B | Strana B | Strana B | Strana B | Strana B | Strana B | Strana B |
| Br.      | Skladba                                | Trajanje |          |          |          |          |          |          |          |
| -------- | -------------------------------------- | -------- | -------- | -------- | -------- | -------- | -------- | -------- | -------- |
| 6.       | »Rippin' You Off Blind« (instrumental) | 5:26     |          |          |          |          |          |          |          |
| 7.       | »Die a Day Before You're Born«         | 4:13     |          |          |          |          |          |          |          |
| 8.       | »No Need to Justify«                   | 4:50     |          |          |          |          |          |          |          |
| 9.       | »When Yor Mind Was Free«               | 4:35     |          |          |          |          |          |          |          |
| 38:46    |                                        |          |          |          |          |          |          |          |          |

## Zasluge
Destruction
- Mike Sifringer – gitara, bas-gitara
- Harry Wilkens – gitara, bas-gitara
- Oliver Kaiser – bubnjevi
- André Grieder – vokali

Dodatni glazbenici
- Christian Engler – dodatna bas-gitara

Ostalo osoblje
- Günther Pauler – masteriranje
- Andreas Marschall – ilustracije
- Guy Bidmead – produkcija